# 名古屋南郵便局
名古屋南郵便局（なごやみなみゆうびんきょく）は愛知県名古屋市南区にある郵便局。民営化前の分類では集配普通郵便局であった。

## 概要
住所
〒457-8799：愛知県名古屋市南区松城町2-29

## 沿革
- 1969年（昭和44年）6月23日 - 名古屋南郵便局として、開局[1]。
- 1975年（昭和50年）10月10日 - 名古屋笠寺駅前郵便局の廃止に伴い、取扱事務を承継。
- 1994年（平成6年）7月1日 - 外国通貨の両替および旅行小切手の売買に関する業務取扱を開始。
- 2007年（平成19年）10月1日 - 民営化に伴い、併設された郵便事業名古屋南支店に一部業務を移管。
- 2012年（平成24年）10月1日 - 日本郵便株式会社発足に伴い、郵便事業名古屋南支店を名古屋南郵便局に統合。

## 取扱内容
- 郵便、印紙、ゆうパック、内容証明
- 貯金、為替、振替、振込、国際送金、外貨両替・トラベラーズチェック、国債、投資信託
- 生命保険、バイク自賠責保険、自動車保険、がん保険、引受条件緩和型医療保険、変額年金保険
- 地方公共団体事務（名古屋市敬老パスの交付）
- ゆうちょ銀行ATM
- 「457-00xx」「457-08xx」区域（愛知県名古屋市南区の全域）の集配業務
- ゆうゆう窓口（以前は24時間営業であった）

## 周辺
- 名古屋市南区役所
- 南警察署
- 日本ガイシ スポーツプラザ
- 愛知県立名古屋南高等学校
- 国道1号
- 名古屋市立本城中学校
- 日本年金機構 笠寺年金事務所

## アクセス
- JR東海道本線 笠寺駅から東へ約400m（徒歩で約4分）、名鉄名古屋本線 本笠寺駅から南西へ約600m（徒歩で約7分）。
- 名古屋市営バス「千竈通7丁目」、もしくは「笠寺駅」停留所下車。
- 名古屋高速3号大高線 笠寺出入口からすぐ。
- 駐車場あり：11台